# « Repens-toi, Arlequin » dit Monsieur Tic-Tac
"Repent, Harlequin!" Said the Ticktockman
« Repens-toi, Arlequin » dit Monsieur Tic-Tac (titre original : "Repent, Harlequin!" Said the Ticktockman) est une nouvelle de science-fiction d'Harlan Ellison, initialement parue dans Galaxy Science Fiction en décembre 1965. Cette nouvelle a été primée, recevant le prix Nebula de la meilleure nouvelle courte 1965 et le prix Hugo de la meilleure nouvelle courte 1966.

## Publications

### Publications aux États-Unis
Cette nouvelle a été publiée à de très nombreuses reprises aux États-Unis (plus d'une cinquantaine d'éditions entre 1965 et 2015).

### Publications en France
La nouvelle a été publiée en français sous le titre « Repens-toi, Arlequin » dit Monsieur Tic-Tac lors de sa première publication en octobre 1967 dans le magazine Galaxie dans une traduction de Michel Deutsch.
En 1971, elle a été publiée sous un titre légèrement différent, Arlequin et l'Homme-tic-tac, dans une nouvelle traduction de Gisèle Bernier dans l'ouvrage Ainsi sera-t-il, éditions Marabout, collection Science-fiction, no 381.
Elle a été de nouveau publiée sous le titre « Repens-toi, Arlequin » dit Monsieur Tic-Tac dans une nouvelle traduction de Michel Léderer en 1984 dans l'anthologie Histoires de rebelles.

### Publications dans d'autres pays
La nouvelle a été publiée :
- en Italie : Pentiti, Arlecchino (1966) ; Pentiti, Arlecchino! disse l'Uomo del Tic-Tac (1994)
- en Allemagne : Bereue, Harlekin! sagte der Ticktackmann (1970) ; Bereue, Harlekin! sagte der Ticktackmann (2014)
- aux Pays-Bas : Boet, Harlekijn, Zei de Tiktakman (1975), Schaam Je, Harlekijn, Zei de Tiktakman (1977)

## Résumé
Dans un monde où tout est précis, tout est prévu, tout est en ordre, tout est chronométré, règne le Maître du temps (« Monsieur Tic-Tac »), homme ou entité ou idéologie qui a décidé que tout serait fait à l'heure exacte où cela devait être fait. Face à ce totalitarisme moderne, il y a Everett, qui n'a pas la notion du temps. Être en retard est naturel pour lui. Alors il surjoue sa nature : un jour, déguisé en clown, il déverse pour 150 000 dollars de bonbons sur des ouvriers d'un chantier, les mettant en retard de 7 minutes. Cela est insupportable pour Monsieur Tic-Tac : il faut immédiatement retrouver cet Arlequin et le punir. Ce sera chose faite lorsque l'épouse d'Everett le dénoncera. L'Arlequin-rebelle comparaît devant M. Tic-Tac, qui le somme de se repentir. Mais Everett refuse et se moque de son Maître. Alors, comme Winston Smith dans 1984, il est torturé et forcé de se renier, en direct à la télévision. Victoire totale pour M. Tic-Tac ? En apparence seulement : la résistance, la rébellion de l'Arlequin a laissé des traces, infimes mais réelles. Rien ne sera plus comme avant.